# Castello di Corniglio
Il castello di Corniglio è una struttura difensiva medioevale ubicata a Corniglio in provincia di Parma; la sua funzione era il controllo dell'accesso all'Alta Val Parma e alla Val Bratica.

## Storia
La prima menzione ufficiale del castello risale al 6 febbraio 1240, quando Guglielmo de Egidiis sentenziò contro il vescovo di Parma Martino in una causa con i Platoni di Val Taro.
Posto su di uno sperone roccioso che si incunea fra la Val Parma e la Val Bratica, il castello di Corniglio affonda le sue origini nel XIII secolo, nel 1240 si ha infatti notizia di una struttura difensiva dotata di un fossato.
Maniero appartenuto alla Diocesi di Parma, tra il 1296 e il 1297, durante la guerra tra il marchese Azzo VIII d'Este ed il Vescovo Giovanni da Castell'Arquato, Manuello da Vallisnera con altri uomini ribellatisi al Vescovo, occupa il castello e lo consegna al marchese. Tuttavia, dopo essere stato assediato dalle truppe parmensi, si arrende con l'onore delle armi.
In seguito fu utilizzato dal vescovo di Parma Ugolino de' Rossi come rifugio quando Ludovico il Bavaro entrò in Parma nel 1329. Nel 1355 lo stesso Ugolino cedette al nipote Giacomo il feudo come compensazione per una causa che Giacomo e il nipote Bertrando avevano intentato al Capitolo della Cattedrale di Parma per via di un prestito non onorato.
Respinto con successo un assalto di Iacopo Terzi nel 1408 e di Obietto Fieschi nel 1482, nel 1483 i Rossi persero il castello al pari di tutti i loro possedimenti dopo la definitiva sconfitta di Guido nella guerra dei Rossi, ad opera delle truppe ducali di Ludovico il Moro.
Il feudo venne quindi ceduto dal Moro a Pietro Francesco Visconti di Saliceto. Dopo un tentativo di Troilo I de' Rossi, marchese di San Secondo, di entrare in possesso del castello appartenuto al nonno Pier Maria II (1499), il castello passò di mano sino ad essere assegnato a Galeazzo Pallavicino, al quale nel 1521 Filippo Maria de' Rossi, figlio di Guido, sottrasse definitivamente la rocca riuscendo a restaurare il potere dei Rossi sul feudo di Corniglio.
Alla morte di Filippo, avvenuta nel 1529, il feudo passò ai figli Camillo e Marsilio; tuttavia, nel 1560 un'esplosione della polveriera causata da un fulmine provocò il crollo della torre in cui dormiva Marsilio, che morì nell'incidente.
Nel 1568 il vescovo di Parma Alessandro Sforza di Santa Fiora riuscì a recuperare alla diocesi il feudo di Corniglio; il duca di Parma Ottavio Farnese confermò l'investitura, ma stabilì che le terre fossero restituite ai Rossi nel momento in cui lo Sforza avesse terminato il suo mandato, come avvenne cinque anni dopo.
Alla morte di Camillo, Corniglio passò al figlio Filippo Maria il giovane, che nel 1593 fu imprigionato al carcere della Rocchetta di Parma; i suoi beni furono confiscati nel 1594 dal duca Ranuccio I Farnese e divennero possedimento della Camera ducale.
Nel 1820 la duchessa Maria Luigia donò il maniero al comune di Corniglio, che lo adibì dapprima a sede della podesteria, delle prigioni e degli uffici amministrativi e, a partire dal 1860, a sede municipale.

## Descrizione

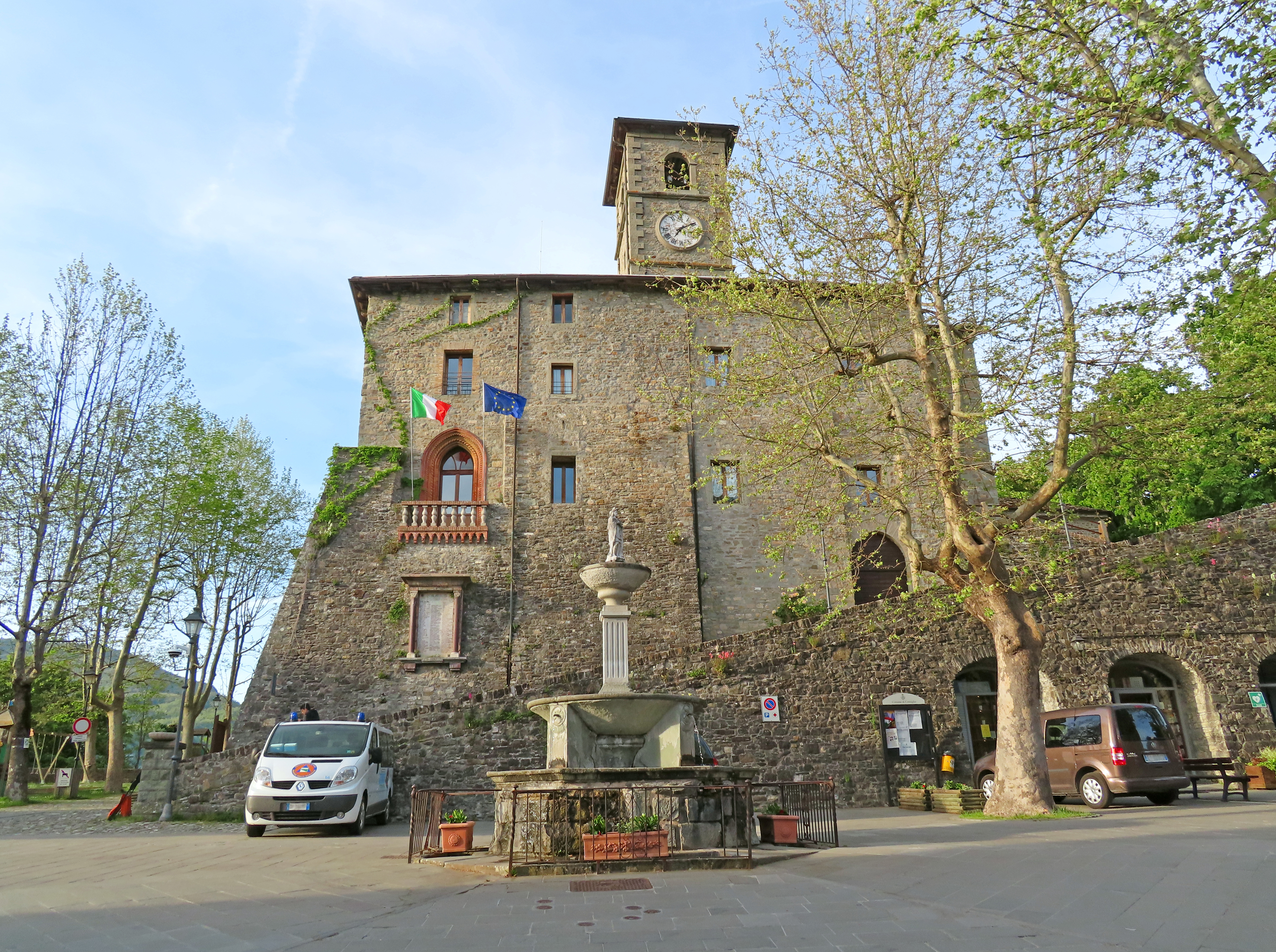
Facciata

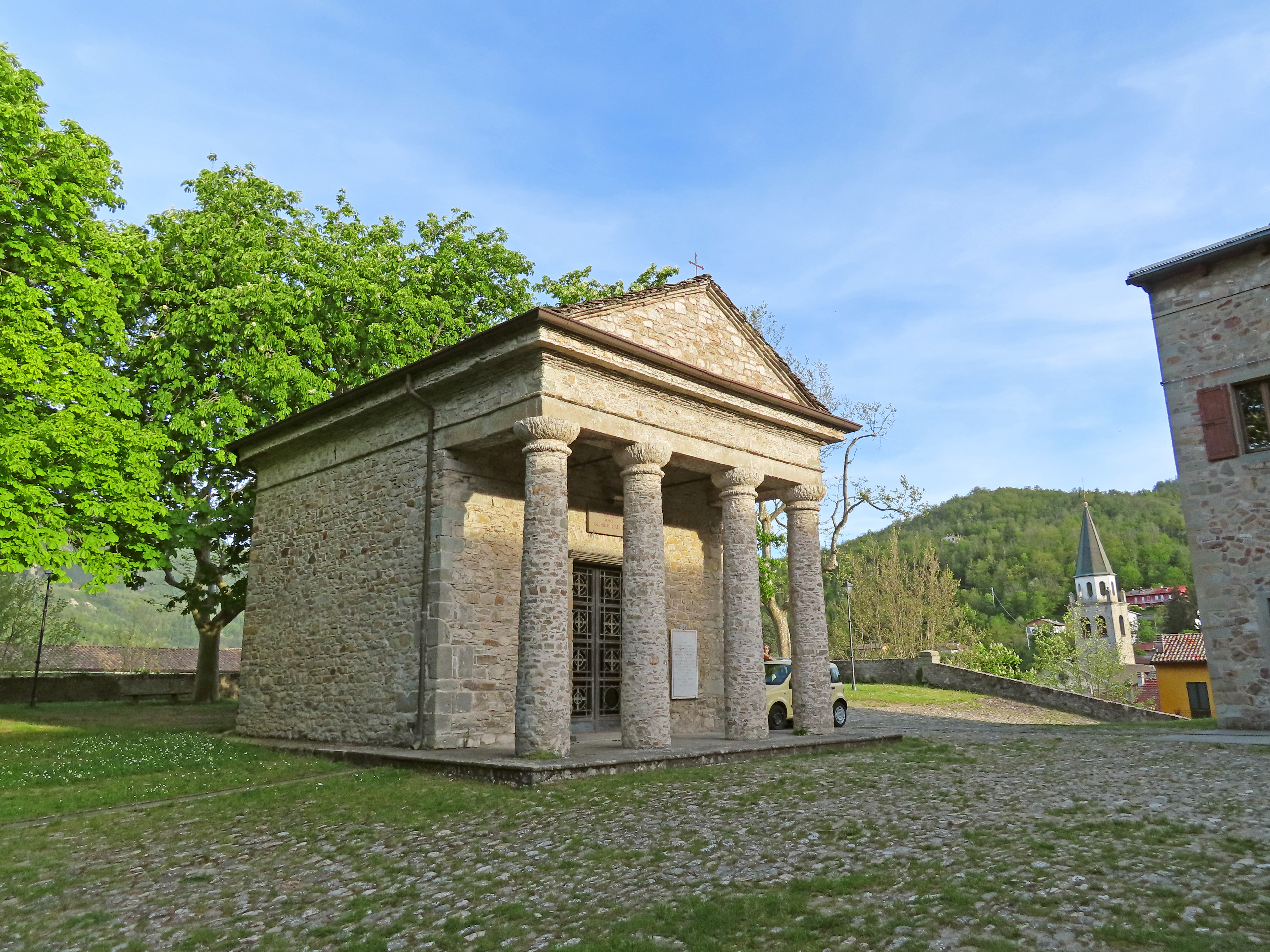
Tempietto dei Santi Lucio e Amanzio

Pur conservandosi in ottimo stato, sede degli uffici comunali di Corniglio e di altre attività, il castello conserva ben poco della struttura originaria. Sono sicuramente risalenti al periodo rossiano sia l'ala ovest del maniero, gli imponenti speroni delle mura perimetrali della fortezza e due bastioni angolari. Al centro dello spiazzo un'edicola in stile neoclassico dedicata ai Santi Lucio e Amanzio sorge dove vi era un oratorio dei monaci benedettini, la torretta con l'orologio è invece da attribuirsi ai rifacimenti di epoca successiva